# Gold Coast Hotel and Casino
Gold Coast Hotel and Casino – hotel i kasyno, położony w tzw. "korytarzu" otaczającym the Strip w Las Vegas, w amerykańskim stanie Nevada. Stanowi własność korporacji Boyd Gaming Corporation. Grupą docelową obiektu są przede wszystkim lokalni mieszkańcy, a nie turyści.
W skład Gold Coast wchodzi hotel z 711 pokojami i apartamentami, pięć restauracji, showroom, salon piękności i fitnessu, zakład fryzjerski, kręgielnia, a także kasyno z 700-miejscową salą do gry w bingo i centrum zakładów sportowych.

## Historia
Gold Coast został otwarty w grudniu 1986 roku. Był to jednocześnie pierwszy obiekt wybudowany od podstaw przez słynnego inwestora Michaela Gaughana. W momencie otwarcia, Gold Coast stanowił jedyne kasyno w Las Vegas, które dysponowało prywatnym kinem. Sam obiekt powstał przede wszystkim z myślą o rosnącej populacji przedmieść Las Vegas. 
W 2002 roku hotel poddany został gruntownym renowacjom, które dostarczyły dodatkowych miejsc parkingowych, restauracji, a także większej przestrzeni do gier hazardowych. Dzięki tym modernizacjom, Gold Coast nabrał bardziej nowoczesnego charakteru. 
W 2004 roku Michael Gaughan sprzedał Gold Coast korporacji Boyd Gaming.    